# Tomas Delininkaitis
Tomas Delininkaitis (ur. 11 czerwca 1982 w Ocala na Florydzie) – litewski koszykarz, występujący na pozycjach rozgrywającego lub rzucającego obrońcy, były reprezentant kraju, obecnie zawodnik CBet Jonava.

## Osiągnięcia
Stan na 6 listopada 2020, na podstawie, o ile nie zaznaczono inaczej.
Drużynowe
- Mistrz:
  - Pucharu ULEB (2005)
  - Ligi Bałtyckiej (2006, 2007, 2011, 2012, 2017)
  - Litwy (2006, 2011, 2012)
  - Ukrainy (2008)
- Wicemistrz:
  - Eurocup (2007)
  - Ligi Bałtyckiej (2005)
  - Litwy (2004, 2005, 2007)
  - UBL (2009)
- Brąz ligi litewskiej (2018, 2019)
- Zdobywca pucharu:
  - Ukrainy (2008, 2009¹)
  - Litwy (2011, 2012)
- Finalista Pucharu Litwy (2007)

Indywidualne
- MVP:
  - finałów ligi:
    - bałtyckiej (2017)
    - litewskiej LKL (2012)

  - Pucharu UBL (2009)
- Uczestnik meczu gwiazd ligi:
  - litewskiej LKL (2003, 2007, 2011)
  - ukraińskiej (2009)
- Zaliczony do I składu turnieju o mistrzostwo Litwy (2017)
- Lider ligi litewskiej w skuteczności rzutów[4]:
  - wolnych (93,9% – 2018, 91,7% – 2019)
  - za 3 punkty (52,1% – 2006, 46,5% – 2019)

Reprezentacja
- Wicemistrz Europy (2013)
- Brązowy medalista mistrzostw świata (2010)
- Uczestnik:
  - mistrzostw:
    - świata (2006 – 7. miejsce, 2010)
    - Europy:
      - 2009 – 11. miejsce, 2011 – 5. miejsce, 2013
      - U–20 (2002 – 5. miejsce)

  - kwalifikacji olimpijskich (2012 – 1. miejsce)

¹ – ukraińskiej ligi UBL